# John Home

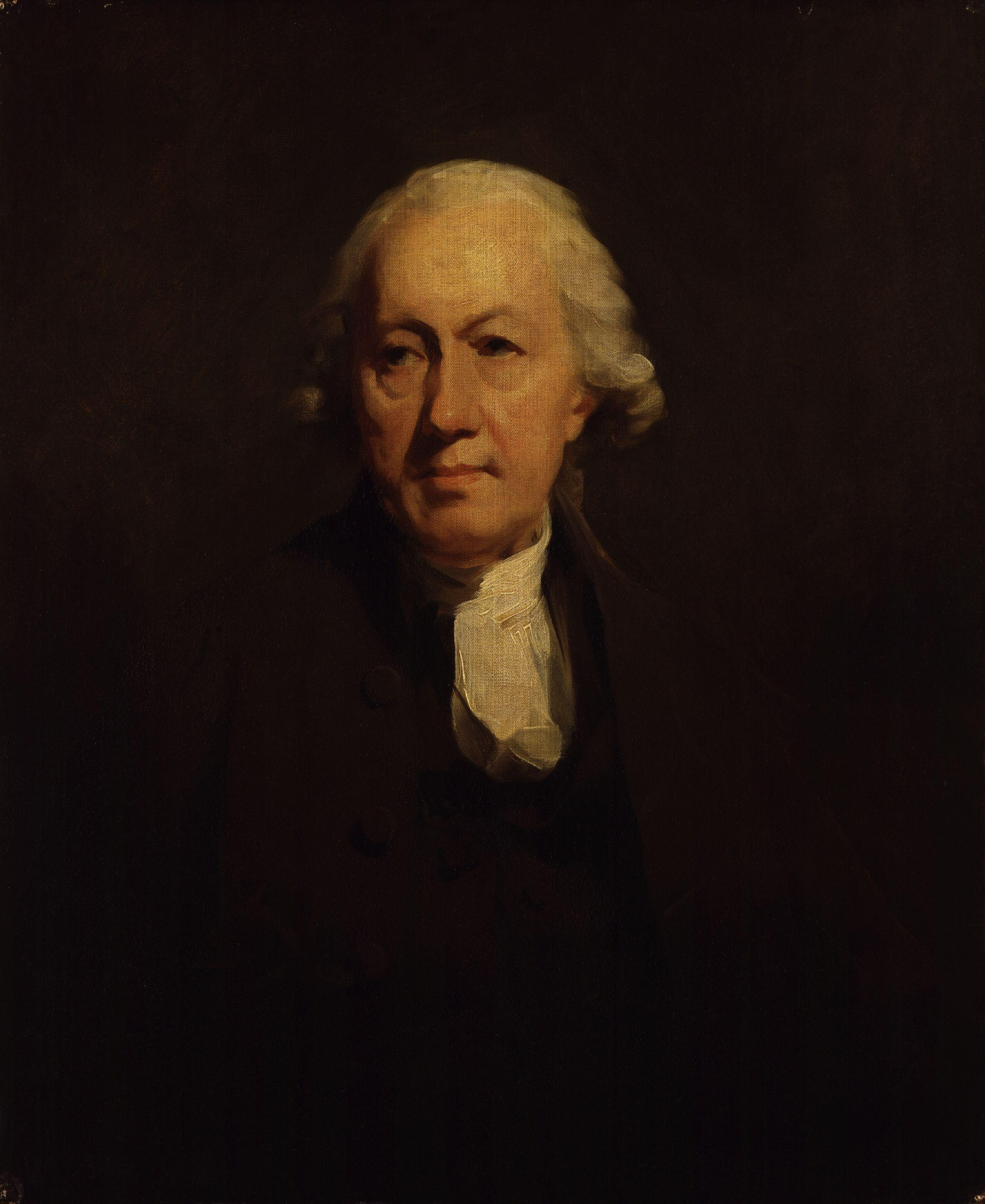
John Home, Henry Raeburn, circa 1795-1800.

John Home (13 de septiembre de 1722 - 4 de septiembre de 1808) fue un poeta y dramaturgo escocés.
Nació en Leith, cerca de Edimburgo, estudiando en la universidad de esta última ciudad. Realizó estudios religiosos. Se ofreció voluntario para ir a luchar contra Carlos Estuardo, y fue hecho prisionero en la batalla de Falkirk (1746). Con muchos otros fue llevado al castillo de Doune en Perthshire, pero pronto se escapó.
Su obra más famosa es la tragedia titulada Douglas, cuyo tema le fue sugerido por la "balada de Gil Morrice" o Child Maurice. Tardó cinco años en escribirla y la llevó a Londres, para recabar la opinión del famoso actor David Garrick, quien la rechazó. No obstante, a su regreso a Edimburgo sus amigos insistieron en que debía ser representada. Así se hizo el 14 de diciembre de 1756 con un gran éxito.
En 1760 su tragedia The Siege of Aquileia (El sitio de Aquilea), fue representada con Garrick en el papel de Emilio. En 1769 otra tragedia, The Fatal Discovery (El descubrimiento fatal) fue representada durante nueve noches; Alonzo (1773) también tuvo cierto éxito, pero su última tragedia, Alfredo (1778), fue recibida con tal frialdad que abandonó su carrera como dramaturgo. Esta enterrado en la Iglesia Parisina de South Leith, su ciudad natal.